# Weißnacken-Bartvogel
Der Weißnacken-Bartvogel (Capito squamatus) ist eine Vogelart aus der Familie der Amerikanischen Bartvögel. Die Art kommt nur in einem kleinen Gebiet im Nordwesten Südamerikas vor. Es werden keine Unterarten unterschieden. Die IUCN stuft den Weißnacken-Bartvogel als im geringen Maße gefährdet (near threatened) ein. Sie geht dabei davon aus, dass der Bestand auf Grund von Habitatverlusten rückläufig ist.

## Erscheinungsbild

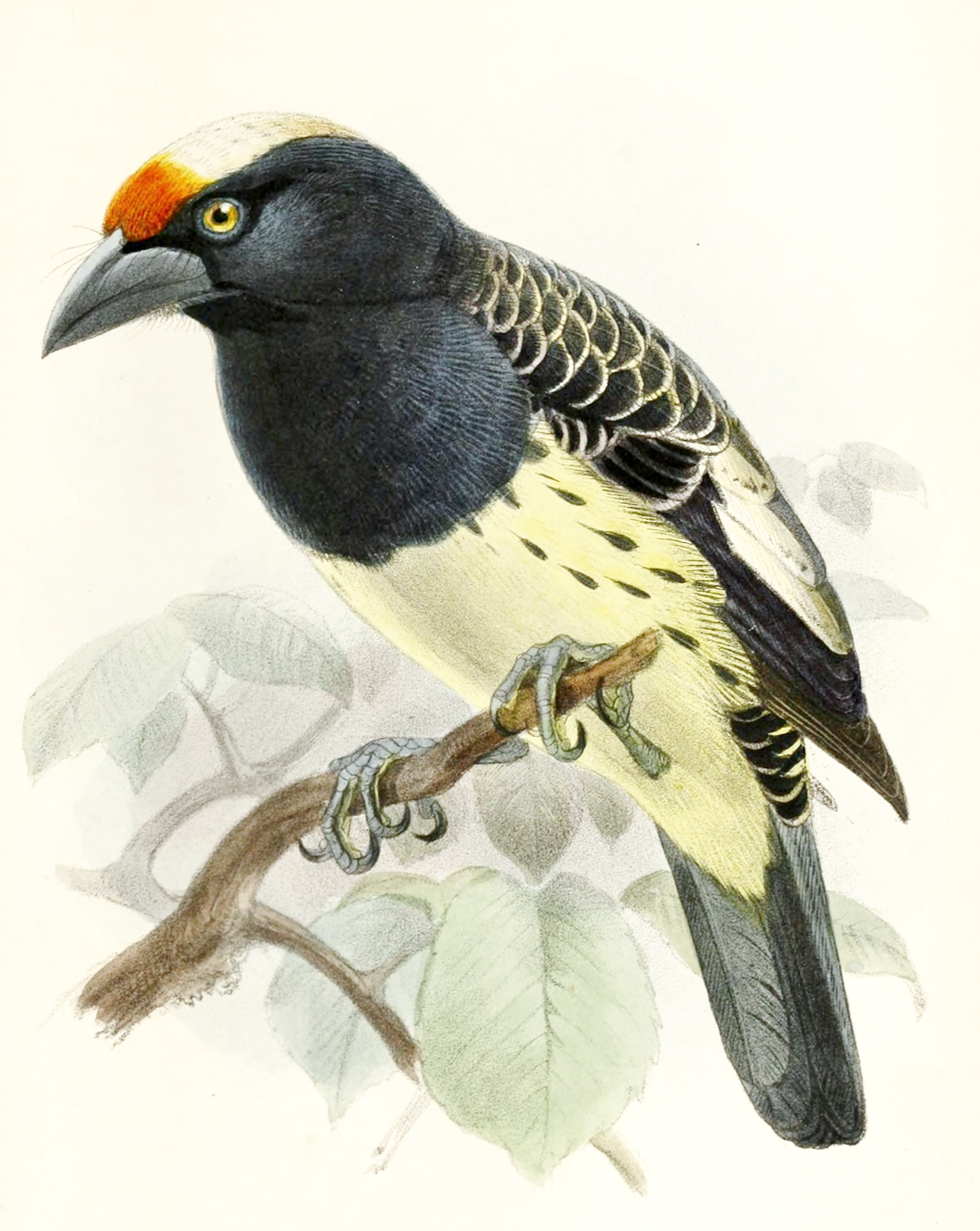
Weißnacken-Bartvogel, Illustration

Der Weißnacken-Bartvogel ist ein kompakt gebauter kleiner Vogel mit einem kurzen Schwanz und einem kräftigen Schnabel. Die Männchen haben eine Flügellänge von 8,1 bis 8,8 Zentimetern, der Schwanz misst 4,6 bis 5,6 Zentimeter und die Schnabellänge beträgt 2,0 bis 2,3 Zentimeter. Weibchen haben ähnliche Körpermaße.
Die Männchen der Weißnacken-Bartvögel haben eine orangefarbene bis rote Stirn und einen weißen Oberkopf. Diese weiße Färbung dehnt sich bis in den Nacken aus und hat der Art ihren deutschen Namen gegeben. Der übrige Oberkörper ist schwarz. Die Steuerfedern sind schwarzbraun, die beiden mittleren Federn sind glänzend schwarzblau. Das Kinn und die Kehle sind weiß, die Federn können jedoch blassgelbe Spitzen aufweisen. Die Brust ist bei den meisten Individuen blassgelb. Das Gelb dehnt sich bis auf die Körperseiten und bei einigen Individuen auch auf die Flanken und den Bauch aus. Bei den übrigen Individuen sind Flanken und Bauch weiß bis gelbweiß. Auf den Flanken finden sich sehr kleine schwarze Flecken. Die Unterschwanzdecken sind weiß bis gelbweiß. Der Schnabel ist grau, blaugrau oder silbern mit einer schwarzen Spitze. Die Augen sind braun bis rot. Beine und Füße sind grünblau, grüngrau oder silbrig-grün.
Weißnacken-Bartvögel weisen einen Sexualdimorphismus auf. Die Stirnfärbung ist bei den Weibchen blasser, auffälligstes Unterscheidungsmerkmal ist jedoch das schwarze Kinn, eine schwarze Kehle sowie die schwarze Brust. Das übrige Gefieder gleicht dem der Männchen.
Das Verbreitungsgebiet überlappt stellenweise mit dem des Tropfenbartvogels und dem des Fünffarben-Bartvogels. Beiden Arten fehlt jedoch die orange bis rote Stirn, die für den Weißnacken-Bartvogel charakteristisch ist.

## Verbreitungsgebiet

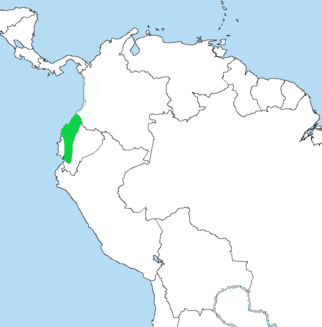
Verbreitungsgebiet des Weißnacken-Bartvogels (grün)

Das Verbreitungsgebiet des Weißnacken-Bartvogels erstreckt sich westlich der Anden von der Provinz Nariño im Südwesten Kolumbiens über den Westen Ecuadors bis nach El Oro im Süden Ecuadors. Die Art kommt dort in Tiefebenen und am Fuß von Gebirgen bis in Höhenlagen von 1500 Metern vor.

## Lebensraum und Lebensweise
Der Lebensraum des Weißnacken-Bartvogels umfasst nasse bis sehr nasse Wälder, Waldränder sowie Agrarflächen und Weiden mit fruchttragenden Bäumen. Grundsätzlich hält sich diese Art paarweise in den Baumkronenregionen auf und sucht meist in Höhen zwischen fünf und 25 Metern nach Nahrung. Gelegentlich nutzen die Vögel jedoch auch niedrigere fruchttragende Sträucher für ihre Nahrungssuche. Mitunter sind sie in Schwärmen mit anderen Vogelarten zu beobachten. Auf potentielle Fressfeinde wie Schlangen zeigen sie ein deutliches Hassverhalten.
Die Fortpflanzungsbiologie dieser Art ist weitgehend unbekannt. Vermutlich brüten Weißnacken-Bartvögel im Zeitraum Juli bis September.

## Belege